# Brauli de Saragossa
Brauli (Saragossa o Girona, ca. 590 – Saragossa, 651) va ser un autor eclesiàstic, figura destacada de la intel·lectualitat de la Hispània visigoda, i bisbe de Saragossa. És venerat com a sant per diverses confessions cristianes.

## Biografia
De família hispanoromana, algunes al·lusions en cartes seves fan creure que la seva mare (i, probablement, ell mateix) era originària de Girona " o de Saragossa; el seu pare es deia Gregori i el seu germà, Joan, que va ésser bisbe de Saragossa en 619. A més, Brauli esmenta un altre germà, Frunimià, abat, i dues germanes religioses, Pompònia i Basila.
S'educà a l'escola del monestir de Santa Engracia, a Saragossa, on potser era abat el seu germà Joan. Estudià a Sevilla amb Sant Isidor, amb qui va mantenir relació epistolar durant la resta de la seva vida, i a qui animà a editar les seves obres.
Està documentat com a bisbe de Saragossa des del 631, quan va succeir el seu germà Joan, que l'havia nomenat ardiaca. En morir el bisbe metropolità de Tarraco, Eusebi, en 632, Brauli va escriure a Isidor de Sevilla perquè intercedís al rei Sisenand i aconseguís que el nou metropolità fos un home exemplar. El rei, poc després, va nomenar Audax.
Va assistir als concilis V (636) i VI (638) de Toledo. En aquest, Brauli va ésser l'encarregat de contestar la carta que el papa Honori I va enviar als bisbes hispànics, escrita el 637 i en la que els instava a ésser més enèrgics en qüestions de fe i amb els jueus. Brauli defensava la postura dels bisbes i defensava la conversió mitjançant la predicació continuada, que requeria temps. Per demostrar que la crítica era injusta, Brauli adjuntà a la carta les actes dels concilis que havien parlat sobre els jueus i instava al papa a no deixar-se enganyar per rumors i li feia desistir de les seves propostes d'aplicació de penes als jueus, que Brauli qualificà d'excessivament severes.
Va tenir un gran prestigi i autoritat, essent conseller d'altres bisbes i de personalitats polítiques, tant en qüestions religioses com de govern: els reis Khindasvint i Recesvint demanaren la seva opinió en alguns afers d'estat. Recesvint l'encarregà la revisió d'un còdex (no se sap quin, però podria haver estat un codi jurídic) presentat al VII Concili de Toledo.

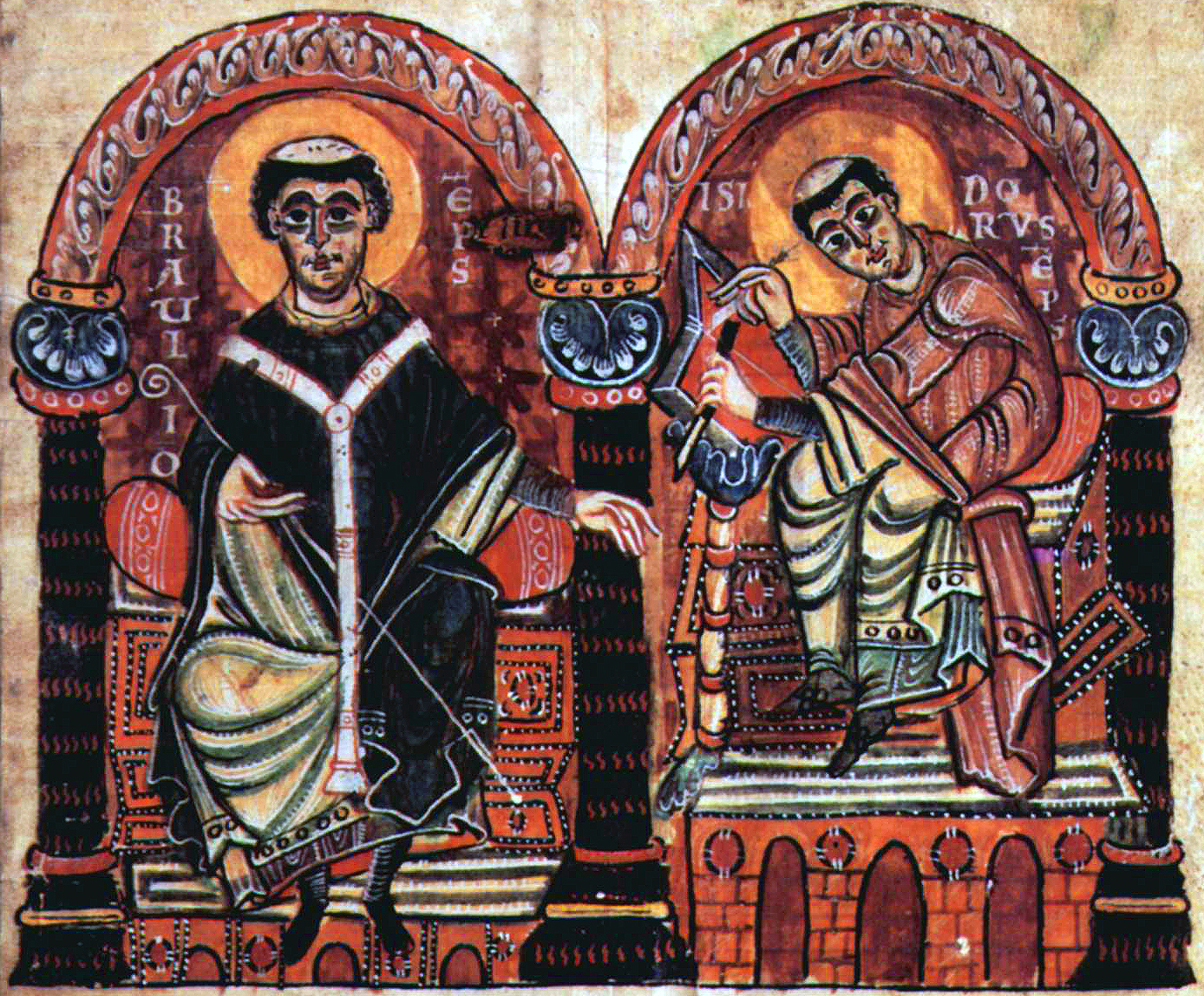
Brauli i Isidor de Sevilla, miniatura otoniana, s. X.
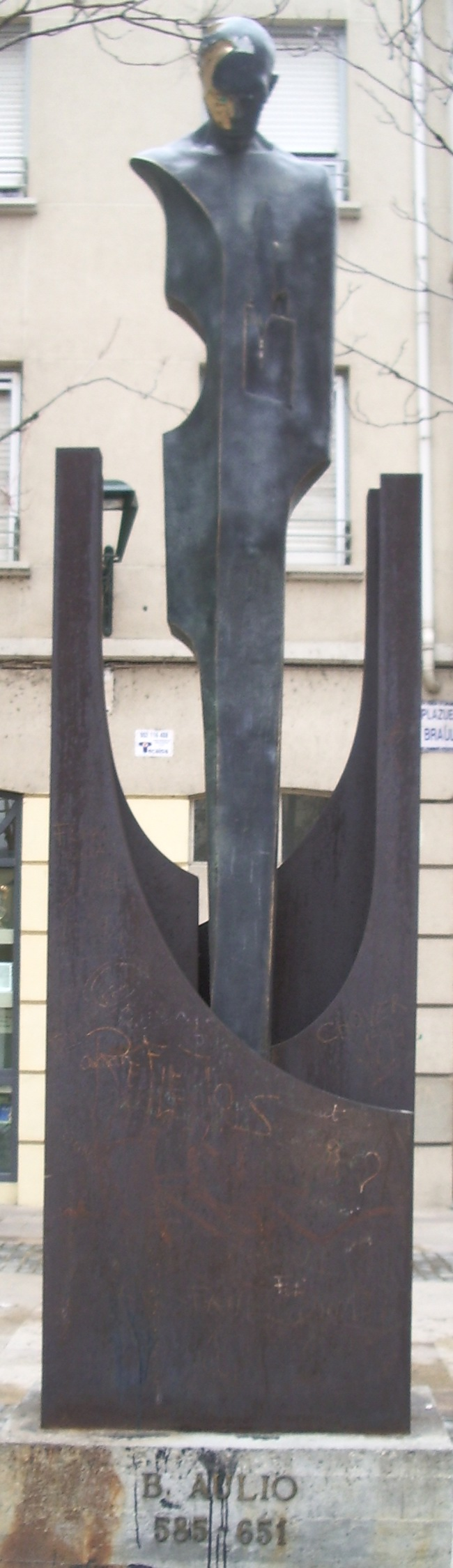
Escultura moderna a Saragossa.
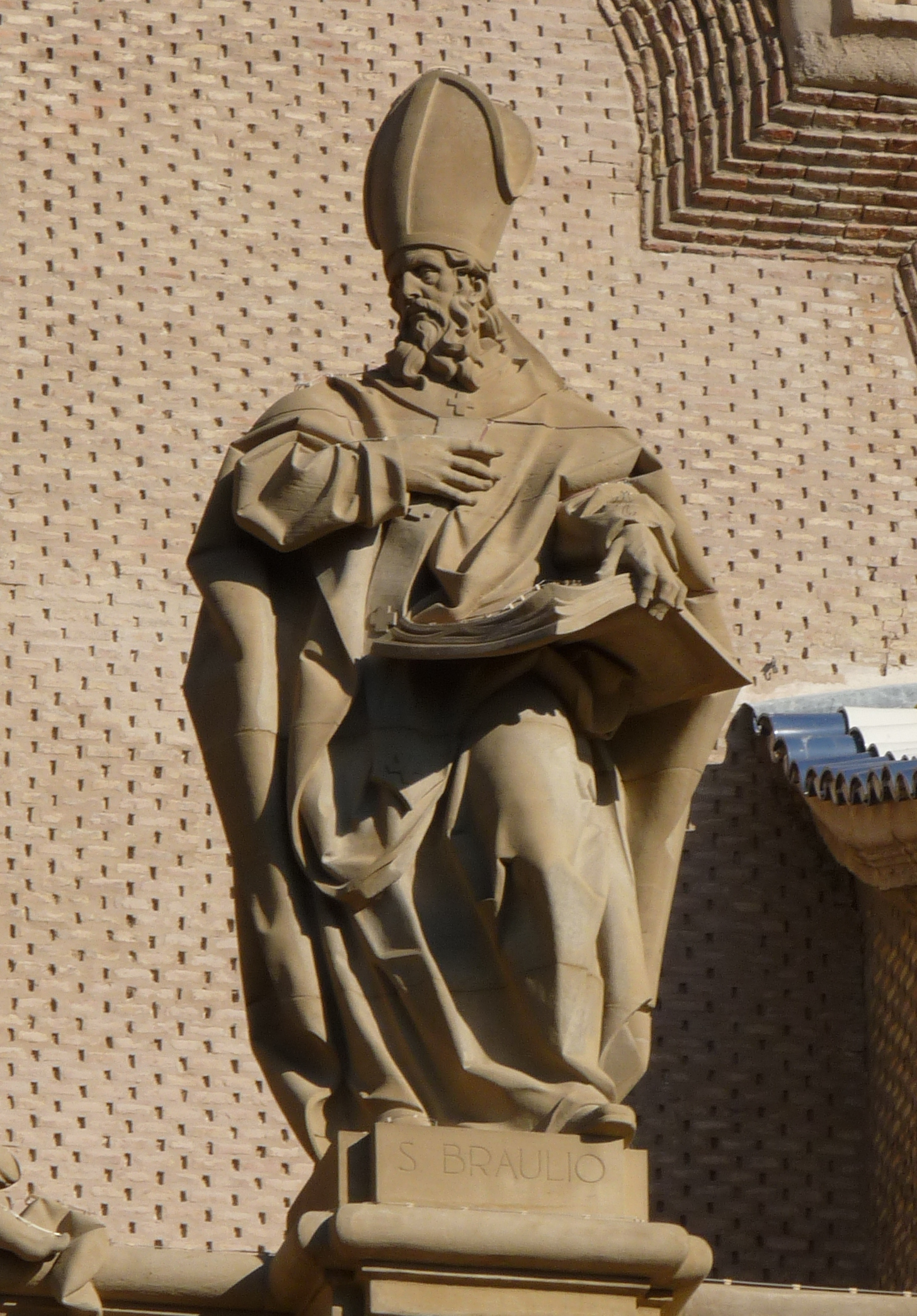
Escultura a la façana del Pilar de Saragossa.
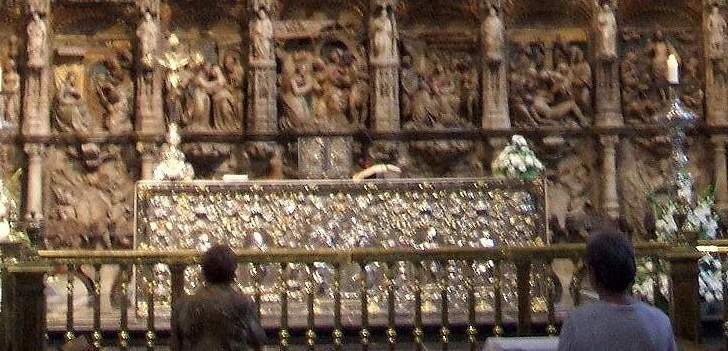
Altar major del Pilar, sota el qual reposa el cos del sant.

Una altra carta seva, escrita també en nom del clergat i fidels de la diòcesi, de 648, tracta sobre la successió al tron. Signada per Brauli i Eutropi, bisbe del qual no se sap la diòcesi, demanava al rei Khindasvint que associés al tron el seu fill Recesvint mentre durés la guerra contra els bascons. Com que l'associació al tron era contrària a un cànon del VI Concili, és probable que la carta fos inspirada pel mateix rei, que voldria així comptar amb l'autoritat moral de Brauli per portar a terme el seu projecte.
De gran, va quedar cec. Morí a Saragossa l'any 651 i fou succeït al bisbat per Taius.
Va ésser enterrat a Santa María la Mayor, al lloc on avui hi ha la Basílica del Pilar; les seves restes, trobades al Pilar en 1230, van ésser sebollides sota l'altar major del temple; el dia de la seva festivitat, se'n treu el frontal d'argent del segle xviii i queden les restes del sant exposades. A més, se'n van fer sengles reliquiaris d'argent per al crani i un braç, avui també al Pilar.

## Obres
Va ésser mestre d'Eugeni de Toledo, que va anar a Saragossa i va recollir les ensenyances de Brauli i Isidor.
Va tenir una abundant relació epistolar amb sant Isidor de Sevilla: va dividir en seccions, donant-li títols, les seves Etymologiae. Escrigué una Vitae Aemilianis (Vida de Sant Emilià de la Cogolla) cap al 640, i un himne en honor del mateix Emilià de la Cogolla, un dels millors poemes llatins de l'època. Se'n conserven 44 cartes seves que documenten la vida política i cultural del Regne de Toledo i la seva relació amb el papa Honori I o els reis Khindasvint i Recesvint.
Per algunes referència a intercanvis i còpies de còdexs, sembla que va organitzar un scriptorium, potser a l'escola episcopal de Santa Engracia, per a la còpia d'obres arribades d'altres llocs.